# Jonathan Lynn
Jonathan Lynn, född 3 april 1943 i Bath, är en brittisk regissör, film- och TV-producent, författare och skådespelare inom film och teater. Han är bl.a. känd för att ha regisserat filmerna Nunnor på rymmen och Min kusin Vinny, men han var också en av skaparna av serierna Javisst, herr minister och Javisst, herr premiärminister.
Han började arbeta som skådespelare på 1960-talet. Mot slutet av samma årtionde började han arbeta som skådespelare och manusförfattare för olika komediserier i TV, bl.a. Twice a Fortnight (där personer som Graeme Garden, Bill Oddie, Terry Jones, Michael Palin och Tony Buffery medverkade). Lynns första filmmanuskript var Den djävulska planen (1974).

## Filmografi (urval)

### Som regissör
- Nunnor på rymmen, 1990
- Min kusin Vinny, 1992
- Varning Washington, 1992
- Sgt. Bilko, 1996
- Oss torpeder emellan, 2000
- Wild Target, 2010
- Yes, Prime Minister (TV-serie), 2013

### Som manusförfattare
- Den djävulska planen, 1974
- Javisst, herr minister (TV.serie), 1980-1984
- Javisst, herr premiärminister (TV-serie), 1986-1988
- Nunnor på rymmen, 1990
- Yes, Prime Minister (TV-serie), 2013

### Som skådespelare
- Storken på villovägar, 1968
- Huset som droppade blod, 1971
- Trassel i natten, 1985
- Tre män och en liten tjej, 1990